# Saab 9-3 SportHatch
Saab 9-3 SportHatch – osobowy samochód koncepcyjny szwedzkiej marki Saab zaprezentowany podczas targów motoryzacyjnych we Frankfurcie we wrześniu 2003 roku.

## Historia i opis modelu

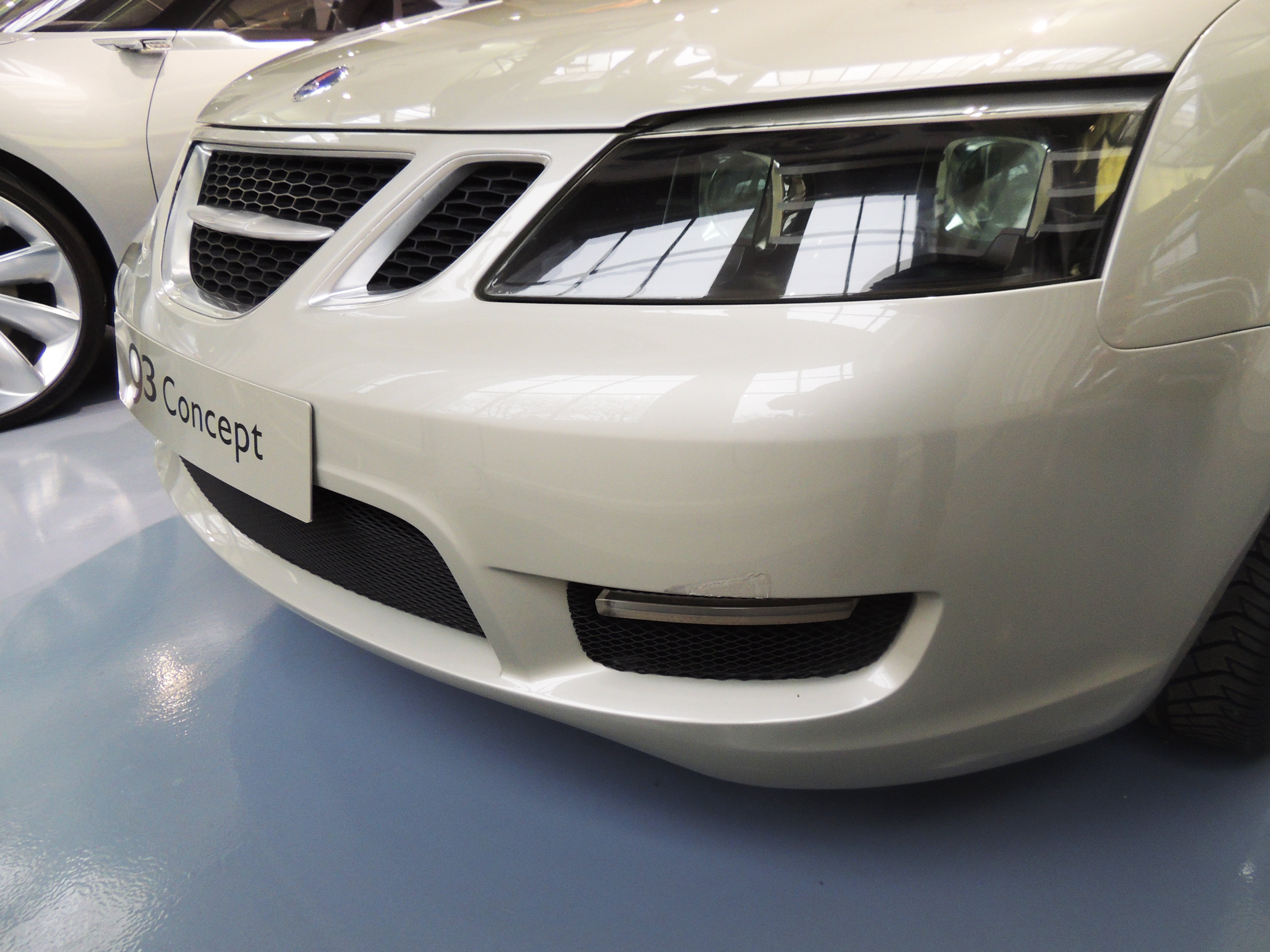
Przód 9-3 SportHatch

Model zrywa ze standardowym podziałem samochodów na nadwozia typu hatchback oraz kombi. Inspiracją pojazdu było nadwozie fastback z modelu Saab 93-X zaprezentowanego w 2002 roku. Jest to pięciodrzwiowy, czteromiejscowy samochód o sportowym zacięciu i bardzo wysokich osiągach oraz innowacyjnej funkcjonalności. Prace nad pojazdem trwały od 2001 roku.
Kompaktowy pojazd został osadzony na sportowym zawieszeniu wzbogaconym o system wspomagający ReAxs. Samochód otrzymał m.in. ekran dotykowy oraz szklany dach i sterowaną elektrycznie klapę bagażnika wyposażoną w zintegrowany bagażnik rowerowy oraz schowek pod podłogą bagażnika, a także 20-calowe koła z oponami 245/40.
Auto napędza umieszczony z przodu, poprzecznie, turbodoładowany, czterocylindrowy silnik benzynowy wykonany z aluminium o pojemności 2 l i mocy 250 KM, która przekazuje na koła za pomocą automatycznej skrzyni biegów Sentronic 2+ z możliwością zmiany biegów przyciskami na kierownicy. Silnik wyposażony został we wtrysk bezpośredni, system zmiennych faz rozrządu, dwukanałową turbosprężarkę o maksymalnym ciśnieniu doładowania 1,2 bara oraz system sterowania silnikiem Trionic 8.
W 2002 roku lekko zmodernizowana wersja została zaprezentowana jako wersja nadwoziowa kombi modelu 9-3 II.

### Silnik
| 2.0 Turbo | 1985 | R4 | 250 (184)/5500 | 350/2500 | 7,1 | 1,2 | 250 (ograniczona) |